# 第二言語習得の理論
第二言語習得の理論は、第二言語習得（Second Language Acquisition(SLA)）、つまり、人間がどのように第二言語を学習するかの研究分野での 理論 や 仮説である。 第二言語習得の研究は 言語学, 社会言語学, 心理学, 神経科学や  教育などの研究分野と密に関係しており、結果として第二言語習得の理論の多くは、そのいずれかに起源を持つ。 それぞれの理論は言語習得の過程に一定の光を当てるものとみなされているが、そのどれかが包括的な第二言語習得の理論として全ての研究者から支持されているわけではない。

## 歴史
第二言語習得は分野を跨って始まったため、特定の起源を求めることは難しい。 しかしながら、2つの出版物、ピット・コーダーの1967年のエッセイ"The Significance of Learners' Errors"とLarry Selinkerの1972年の記事"Interlanguage"が、現在のSLAの発展の重要な役割を果たしたと思われる。 コーダーは行動主義心理学のSLAの考え方を否定し、学習者の内在する言語過程を使用していることを示唆した。また、Selinkerの記事は、第二言語習得者は、第一言語のものとも、第二言語のものからも独立した自身の言語システムを持つと論じた。
1970年代のSLAの一般的傾向は、コーダーとSelinkerのアイデアを探求する研究であり、行動主義心理学的な理論に基づく言語習得を否定するものであった。例えば、誤用分析に基づく研究、第二言語能力の過渡的過程の研究、"形態素習得"についての言語習得者の習得順序の研究などであり、特に 英語教育を受講者の観察研究が主であった。
1980年代には、スティーヴン・クラッシェンの理論がSLAの顕著なパラダイムとなった。 彼の理論は集合的にインプット仮説として知られ、言語習得は理解可能インプット、つまり、習得者が理解できる言語インプットによりのみ行われると主張した。  クラッシェンのモデルは、SLAの分野に大きな影響をもたらしたのみならず、語学教育にも影響を与えたが、SLAの過程において幾つかの重要な過程を説明出来なかった。1980年代の研究は、このギャップを埋める試みとして特徴づけられる。 幾つかのアプローチとして、Lydia Whiteの習得者の能力の定義、Manfred Pienemannの発語過程モデルと語彙機能文法を用いた習得者のアウトプットの分析などが挙げられる。この時期は、また、コネクショニズムなどの心理学的アプローチなどの揺籃期でもある。
1990年代は新たな一群の理論が出現した。例えば、マイケル・ロングのインタラクション仮説、Merrill Swainの アウトプット仮説、 Richard Schmidtの気づきの仮説などである。しかしながら、ノーム・チョムスキーの普遍文法をベースとしたSLAの言語理論の研究、スキル習得理論やコネクショニズムなどの心理学的アプローチの2つが主なものであった。後者はこの時期に処理可能性とインプット処理の新しい理論が作られた。また、この時期、習得者の社会的環境から第二言語習得を論じた社会文化理論も現れた。
2000年代の研究の中心課題は1990年代とそれほど変わらず、言語学的なアプローチと心理学的なアプローチに分かれている。VanPattenとBenatiは言語学と心理学の両方の分野からのサポートがあるため、この状態は、直ぐに変わることはないと予想している。
2016年、SciScoreによれば、非常に厳密な学術誌である神経科学学会の公式学術誌であり、厳密性・透明性指数で上位10％に入る学術誌である「神経科学学術誌」によると、第二言語習得のためには、単語や単語と単語の関係を解釈し、既存の言語知識に取り入れるべきである。

## 普遍文法 (Universal Grammar)
言語学の分野において、最も影響力がある理論は、チョムスキーの普遍文法 (UG)の理論である。UGモデルの原理、つまり、全ての言語の基本的法則は共通であり、言語間の違いは、パラメターと特性の違いだけであるという考えが、多くの第二言語習得研究の基礎となっている。 
UGの立場からすると、第二言語の文法を習得することとは、単に、パラメターを正しく設定するだけのことである。 文の中に主語が有無が文法的に正しいか否かを決定する「pro-drop」パラメターを例にとって見よう。このパラメターは正負の二値をとることが出来、それぞれ、（正）「文は必ずしも主語を必要としない」と（負）「文には必ず主語が必要である」を意味する。 ドイツ語においては、"Er spricht" (he speaks：彼は話す)という文は、文法的に正しいが、"Spricht" (speaks：話す)は正しくない。しかし、イタリア語においては、"Parla" (speaks：話す)は、全く自然であり、文法的に正しい。 イタリア語を習得するドイツ語話者は、聞き取るイタリア語から、主語の有無は任意であることを推察して、「pro-drop」パラメターをイタリア語に合わせて設定しなければならない。全てのパラメターを、その言語に合わせて正しく設定してしまえば、UGの視点からすれば、イタリア語を完全に習得してことになり、学習者はイタリア語の文章を完全に正しく発することが出来る。
普遍文法は、言語間転移(language transfer)についても明確な説明を与える。英語を学習するスペイン語を母国語とする人達は、"It is raining"とすべきを誤って"Is raining"とする間違いをすることがあるが、これは「pro-drop」パラメターがまだ正しく設定されておらず、スペイン語の設定のままであることを意味する。 
普遍文法が第二言語習得について不足していることは、言語習得の心理学的過程について扱っていないことである。UGの研究は、パラメターが設定されたかどうかに関するもので、「どのように」して設定されるかの過程については扱っていない。

## インプット仮説 (Input Hypothesis)
学習者の学習対象言語に関する直接情報源の殆どは対象言語自身である。対象言語との直接的接触を「インプット」と呼ぶ。学習者が習得に寄与するように言語を処理した時、これを「インテイク」と呼ぶ。
一般的に、学習者が行うインプットの量が、言語習得に関わる最も重要な要素の一つである。しかし、インプットの難度は学習者が理解できるレベルのものでなければならない。 クラッシェンは、そのモニター理論のなかで、言語のインプットの難度は「i+1」、つまり、学習者が完全理解するより、やや高いものにすべきとの概念を主張した。このインプットは理解可能であるが、まだ、完全に習得していない文法要素を含んでいる。この主張は、「i+1」の定義が明確でないことを理由に批判されている。また、文法構造的な難しさだけ、興味の対象化とか見せ方などのインテイクに営業する要素を無視しているとされる。しかし、一方で、この概念は、語彙習得の研究で定量的に証明されてもいる; P. Nationは、幾つかの研究をレビューし、多読が効果的であるためには、対象の文章のなかの98%の単語が、読者にとって既知でなければならないことを示唆している。
インプット仮説のなかで、クラッシェンは言語の習得は、学習者が現在持つ第二言語(L2)の能力のレベルより、少し上のインプットを受けた場合に行われると提案した。彼は、このレベルを「i+1」と名付けた。コネクショニズムや表出主義(Emergentist)の理論と異なり、クラッシェンは第二言語習得の理論にチョムスキーの統率束縛理論(Government and binding theory)と普遍文法(UG)を応用して、生得的なアプローチを取った。言語習得機能は、L2のインプットを用いてUGの制限の中で、L2のパラメターを再定義し、学習者のL2の習熟度を向上させるとした。さらに、彼の情動フィルター仮説の中で、もし、学習者がインプットを受けている時に、高度の不安感を持っていると第二言語の習得は停止するとした。 この考えは、学習者が第二言語習得が威嚇的であると判断すると、情動フィルターがL2インプットを阻害することを意味する。クラッシェンのモデルでは、インプットが重要であるので、第二言語習得が停止する。
どのように学習者の注意を文章内の学習に重要な部分に向けるかという、インプット強化の分野も多くの研究がなされている。例えば、読むテキストの場合は、重要な言葉を太字強調して見せたり、余白に注釈をいれたりすることである。これらの研究は学習効率化の研究とリンクしており、広範である。

## モニターモデル (Monitor Hypothesis)
第二言語情報の内部的な体系の形成過程に関する考察として、他にも影響力があるものがある。何人かの研究者は、言語処理は、異なるタイプの知識の処理を要しているとする。例えば、クラッシェンのモニターモデルは、言語の「学習」と「習得」との違いを唱える。 クラッシェンによれば、L2習得は偶発的に言語を「拾い上げる」無意識の過程で、子供が第一言語を獲得する過程と同じである。それに対して、L2学習は、意識的に意図的に言語の要素を学ぶことで、伝統的な教室で行われてきた方法である。クラッシェンは、これら二つは、根本的に異なるものであり、お互いに全く干渉がないとした。コネクショニズムと同様、クラッシェンはインプットが言語習得に不可欠であるとする。
さらに、BialystokとSmithは、学習者がL2と中間言語知識体系をどのように構築と利用するかについて、別の区別が必要であると主張する。 彼らは、中間言語の概念を語る上で、2つの異なる言語処理能力を区別して行うべきとする。一方は、学習者のL2文法構造の知識と、それを用いてその言語を客観的に分析出来る能力で、「表示」と呼ぶ。もう一方は、時間制約の中で、L2言語知識を用いてインプットを理解し、アウトプットを発話する能力で、「制御」と呼ぶ。彼らは、非母国語話者がしばしば母国語話者より、高い「表示」の能力を持つにもかかわらず、低い「制御」能力を示すことを指摘している。 さらに、Bialystokは、「分析」と「制御」と相互作用という視点で、言語習得の枠組みを説明する。 「分析」とは、学習者が対象言語の文法を理解しようする時に行うことである。この過程を通して、学習者は文法を習得し、自らの発話をより有効に制御することが出来る。
モニターはまた、学習者がL2の知識を利用する論理モデルの上で、重要な概念である。クラッシェンによれば、モニターはL2学習者の言語処理機能の一部であり、言語習得で得た知識を用いてL2発話を管理制御し、必要に応じて、発話を調整したり、正確さを確認したりするものである。

## 相互交流仮説 (Interaction Hypothesis)
ロングの相互交流仮説は、言語習得は対象言語を相互交流の中で使用することによって促進されると主張する。スティーヴン・クラッシェンのインプット仮説と同様、相互交流仮説は理解可能なインプットが重要であるとする。それに加えて、理解可能なインプットの効果は、学習者が意味を理解しよう、あるいは意図を理解して貰おうと腐心することによって大きく増大するとする。
相互交流においては、しばしば、学習者は負のフィードバックを受けることがある。 つまり、学習者は、対話相手がこちらが話したことを理解できていないことを知ることもあるだろうし、対話相手がやり取りの後、こちらの言葉を直してくることもあるだろう。これにより、学習者は、彼らの発話や、未習得の文法についてのフィードバックを得る。 相互交流によって、学習者は他の状況より、多くのインプットを対話相手から得ることができる。 さらに、理解できない場合、会話を止めたり、ゆっくり話してもらうなどして、インプットの処理を時間をかけて行うことができる。これにより、未知の文型などをより良く理解したり、獲得したりすることが出来る。 そして、相互交流は、学習者が彼らの対象言語の知識と、現実の会話との差に注意を向けさせることが出来る。これが、まだ気がついていなかった対象言語の特徴に気づかせることにつながる。

## アウトプット仮説 (Output Hypothesis)
1980年代に、カナダの第二言語習得の研究者、Swainがアウトプット仮説を提唱した。これは、言語習得には、意味のあるインプット同様、意味のあるアウトプットも重要であると主張する。しかし、多くの研究では、アウトプットの量と習得の相関関係は示されていない。現在のところ、多くの研究者は、多少の意味のあるアウトプットは言語習得に重要ではあるが、それは、言語を発する経験がインプットの処理をより効果的なものにするからであるとしている。

## 競合モデル (Competition Model)
話者がどのように言語知識を構成しているかに関する認知理論の幾つかは、異なる言語の話者が意味を把握するためにどのように文章を分析しているかに基づいている。 MacWhinney, Bates, および Klieglは、複数の名詞を含む他動的文章を理解するのに、英語、ドイツ語、イタリア語の話者が異なるパターンで行っていることを発見した。 英語の話者は、語順に大きく依存し、 ドイツ語の話者は、形態素一致と、名詞対象の有生性と強調を使い、 そして、イタリア語の話者は、一致と強調を使っている。 MacWhinney達は、それぞれが、言語の普遍性に依っているのではなく、言語の手がかりを使っており、競合モデルを支持すると考えられるとしている。 この理論によれば、L2を習得するとき、学習者は競合する言語的手がかりを受け取って、どの手がかりが意味を決定するのに最も重要かを判断することを学ぶ必要があると考えられる。

## コネクショニズム (Connectionism)
これらの発見は、コネクショニズムにも関連している。コネクショニズムは、コンピュータのニューラルネットのモデルを使って、言語インプットの中で同時発生頻度をベースに、言語要素の連想付けを行う方法で、人間の脳の中での言語認知処理のモデル化を試みている。 発生頻度は、言語習得の複数の言語学的研究において重要な要素である事がわかっている。 コネクショニズムは、学習者が、言語インプットの中の手本をもとに、同時発生する要素間に心理的な結合を作ってゆくとモデルを提案する。学習者は、インプットから、認知過程を通して、その言語の法則を抽出していく。それは、言語学習以外の分野の認知によるスキルの習得と同様である。コネクショニズムは、生得の言語法則や、生得の言語学習能力の存在を否定するため、UGをベースとした生得仮説よりも、さらにL2のインプットの重要さを強調する。何故なら、コネクショニズムでは、単語などの言語要素のみならず、文法などの言語法則もインプットから取り入れるとするからである。

## 認識化仮説 (Noticing Hypothesis)
注意力は、言語処理の成否を決定する重要な要素の一つと考えられている。Richard Schmidtは、明示的なメタ言語知識は必ずしも習得に不可欠な要素ではないが、学習者はL2インプットを認識することは必要であると主張する。  彼の「認識化仮説」によると、学習者は、学習の中途の中間言語が対象の言語の文法とは異なっていることを認識する必要があるとする。この差分の認識が、学習者の内部的言語処理能力をして学習者の中のなL2の文法の表現を再構築して、学習者が発する言語を対象の言語に近づける。この観点からして、Schmidtの解釈は、表出主義やコネクショニズムの文法習得過程の処理と整合性がとれている。

## 処理可能性 (Processability Theory)
L2の学習者が、その中間言語を再構成しながらL2の構造に近づけてゆく過程をより深く理解することにより、第二言語習得への認知科学的アプローチへ寄与する研究が存在する。処理可能性理論は、L2学習者はその発達の段階に応じた順序でL2に関する知識体系を再構成すると主張する。 例えば、英語の形態素論的、統語論的に正しい形の疑問文を習得するためには、学習者は平叙文を変換していかなければならない。これは、学習者の中で一貫したある順序段階を経て行われる。Clahsenは、ある処理原則が、この再構成の順序を決定すると主張している。 具体的には、学習者は、最初は、変序文の語順を変えずに、話し方を変えて疑問であることを表そうとする。次の段階で、単語を文の前や後ろに持っていく。それから、従属節の前に、主節の要素を移動する。

## 自動化 (Automaticity)
研究者達は、学習者が内的なL2の知識構造をどのように使ってL2インプットを理解し、L2アウトプットを生成するのかについて幾つもの理論を提唱している。その中の一つはアイデアは、学習者はL2での熟達を、一般的に人が他の複雑な認知的スキルの熟達と同じように行なっていると考えるものである。 自動化とは、意識的なコントロール無しに実行できるようにスキルを習得することである。これは、手順化を段階的に積み重ねる結果である。認知心理学の分野で、Andersonは、人が対象に関する宣言的知識を適用する手続きを用いて問題を解決するとするスキル習得のモデルを提唱する。 繰り返し訓練することにより、それらの手続きを生成規則へと発達させ、人は長期手続き記憶にアクセスすることなく問題解決に使うことが出来る。生成規則にすることにより、その実行速度と精度は向上する。DeKeyserは、このモデルを用いてL2言語の自動化をテストしている。 それによると、実験対象者は、仮想言語、Autopractanの形態統語に関する課題の実行の熟達をすることが出来、そのラーニングカーブは非言語の認知スキルの習得の典型的なものであった。この事実は、Andersonの認知スキル習得の一般的モデルと一致し、宣言的知識も手続き知識に変換することが出来ることを示す。また、クラッシェンの「学習」によって得られる知識は、言語を発することに使用されることはないとする考えを否定するものとも言える。

## 宣言/手順モデル (Declerative/Procedural Model)
マイケル・ウルマンは、宣言/手順モデルを使用して言語情報がどのように蓄積されるのかを理解しようと試みた。このモデルは、認知科学で一般的に行われている記憶事項の保存と取り出しの区別と矛盾がない一方で、その操作がどのようにされるかを理解する役目を果たす。これは、不規則動詞の形などの任意の言語情報で構成される宣言的知識は、脳の宣言的記憶に保存され、反対に、文法的語順などの言語規則に関する知識は、手続き記憶に保存されるとする。 Ullmanは、宣言/手順モデルの証明となる幾つかの言語心理学、神経言語学の研究を調査している。

## 記憶との関係
幾つかの心理学的特性が言語処理能力に関係すると考えられている。そのひとつの研究分野が記憶である。Williamsが行った研究によれば、実験対象者の逐語記憶機能と文法学習能力の間に正の相関関係がある。 これは、短期記憶能力が低い人物は、言語知識を整理使用する認知過程が制限される可能性を示唆する。

## 註記
1. ↑  Gass & Selinker 2008, p. 1.
2. 1 2 3 4 5  VanPatten & Benati 2010, pp. 2–5.
3. ↑  “The Rigor and Transparency Index (RTI) reflects the average SciScore for a given journal, please see Menke et al., 2020 for more information.”. 2023年6月30日閲覧。
4. ↑  Weber, K.; Christiansen, M. H.; Petersson, K. M.; Indefrey, P.; Hagoort, P. (2016-06-29). “fMRI Syntactic and Lexical Repetition Effects Reveal the Initial Stages of Learning a New Language” (英語). Journal of Neuroscience 36 (26):  6872–6880. doi:10.1523/JNEUROSCI.3180-15.2016. ISSN 0270-6474. PMC 6604900. PMID 27358446.
5. ↑  Cook 2008, p. 35.
6. ↑  Nation 2001.
7. 1 2 3 4  Krashen 1982.
8. ↑  Bialystok & Smith 1985.
9. ↑  Bialystok 1994.
10. 1 2 3 4  Ellis, Rod (1997). Second Language Acquisition. Oxford Introductions to Language Study. Oxford, New York: Oxford University Press. pp. 47–48. ISBN 978-0-19-437212-1
11. 1 2  Richards, Jack; Schmidt, Richard, eds. (2002). "Interaction Hypothesis". Longman dictionary of language teaching and applied linguistics. London New York: Longman. p. 264. ISBN 978-0-582-43825-5。
12. ↑  Gass, Susan; Selinker, Larry (2008). Second Language Acquisition: An Introductory Course. New York, NY: Routledge. p. 350. ISBN 978-0-8058-5497-8
13. 1 2  MacWhinney, Bates & Kliegl 1984.
14. ↑  Christiansen & Chater 2001.
15. ↑  Ellis 2002.
16. ↑  Schmidt 1990.
17. ↑  Pienemann 1998.
18. ↑  Clahsen 1984.
19. ↑  Anderson 1992.
20. ↑  DeKeyser 1997.
21. ↑  Ullman 2001.
22. ↑  Williams 1999.